# Орден Національного героя Грузії
Орден Національного героя Грузії (груз. საქართველოს ეროვნული გმირის ორდენი) — вища державна нагорода Грузії, заснована рішенням Парламенту Грузії № 218 від 24 червня 2004 для нагородження за видатні та героїчні дії на благо Грузії. З присвоєнням звання «Національного героя Грузії» вручається орден Національного героя Грузії.

## Положення про нагороду
Звання Національного героя є найпочеснішим державним званням в Грузії, яке присуджується за видатні, героїчні дії. Разом зі званням Національного героя Грузії вручається орден Національного героя Грузії.  

Нагородженому орденом Національного героя Грузії вручається грошова премія в розмірі 500 мінімальних зарплат.

## Нагороджені
1. Жиулі Шартава — грузинський державний діяч, голова Ради міністрів Абхазії, (26 серпня 2004, посмертно)[2][3].
2. Заза Дамения — капрал, (26 серпня 2004, посмертно)[2][3].
3. Джон Маккейн — старший сенатор США від штату Аризона, (11 січня 2010)[4].
4. Лех Качинський (посмертно) — президент Польщі (2005—2010), (10 квітня 2010, посмертно)[5].
5. Звіад Гамсахурдія — грузинський політичний діяч, колишній президент Грузії (26 жовтня 2013, посмертно)[6].
6. Мераб Костава — грузинський дисидент (26 жовтня 2013, посмертно)[6].
7. Георгій Мазніашвілі — грузинський військовий діяч, генерал Грузинської Демократичної Республіки (26 жовтня 2013, посмертно)[7].
8. Грігол Перадзе — грузинський архімандрит (26 жовтня 2013, посмертно)[7].
9. Еквтіме Такаішвілі — грузинський історик та археолог (26 жовтня 2013, посмертно)[7].
10. Амвросій (Віссаріон Зосимович Хелая) — Католикос-патріарх Грузії (26 жовтня 2013, посмертно)[7].
11. Михайло Церетелі — грузинський історик та публіцист (26 жовтня 2013, посмертно)[7].
12. Георгій Анцухелідзе — старший сержант 41 батальйону 4-ї піхотної бригади ЗС Грузії (1984—2008), загинув на російсько-грузинській війні (квітень 2013 року, посмертно).
13. Зураб Іараджулі — лейтенант ВПС Грузії (? -1992), загинув у війні в Абхазії (2013 року, посмертно).
14. Маро Макашвілі — сестра милосердя (1902—1921), загинула в радянсько-грузинській війні (2015 рік, посмертно).
15. Гурам Габескірія — мер Сухумі, страчений абхазськими сепаратистами під час битви за Сухумі 1993 року (2017 рік, посмертно)[8].
16. Зураб Чавчавадзе — грузинський дисидент (2018 рік, посмертно)[9].